# 순천 송광사 국사전
순천 송광사 국사전(順天 松廣寺 國師殿)은 전라남도 순천시 송광면 송광사에 있는 조선시대의 불전이다. 1962년 12월 20일 대한민국의 국보 제56호로 지정되었다.
정면 4칸, 측면 3칸, 단층 맞배지붕으로 주심포집이다. 조선 초기(1400년대) 주심포 건물로 내부 전체에 걸쳐 우물천장이 가설되었으며 주두(柱頭)에 벽면으로 뻗는 행공첨차 형태의 집이다. 건물의 단청은 건립 당시의 것으로 추정되며 천장의 연화문, 대들보의 용문 등은 보기 힘든 당시의 단청문양이며, 현재 16국사진영을 봉안하고 있다.

## 개요
조계산에 있는 송광사는 우리나라 3대 사찰 중 하나로 매우 유서 깊은 절이다. ‘송광’이라는 절 이름은 조계산의 옛 이름인 송광산에서 따 왔다고 하는데, 절을 언제 세웠는지 정확한 자료는 없고 신라 말기에 체징이 세웠다는 기록이 있다.
송광사 국사전은 나라를 빛낸 큰 스님 16분의 영정을 모시고 그 덕을 기리기 위해 세운 건물로, 옛날에는 참선을 하던 곳이었다. 고려 공민왕 18년(1369)에 처음 지었고, 그 뒤 두 차례에 걸쳐 보수하였다.
앞면 4칸·옆면 3칸 크기이며 지붕은 옆면에서 볼 때 사람 인(人)자 모양인 맞배지붕으로, 지붕 처마를 받치기 위해 장식하여 짜은 구조가 기둥 위에만 있는 주심포 양식이다. 건물 안의 천장은 우물 정(井)자 모양의 천장으로 꾸미고 연꽃무늬로 장식하였는데, 천장의 연꽃무늬와 대들보의 용무늬는 건물을 지을 당시의 모습을 그대로 보존하고 있는 것으로 보인다.
건축 구조상 조선 초기 양식을 지니고 있는 이 건물은 순천 송광사 하사당(보물 제263호)과 같은 시대에 지은 것으로 짐작되며, 소박하고 아담한 형태와 그 기법에서도 주심포 중기 형식의 표준이라고 할 만한 중요한 건축물이다.

## 문화재 실측보존조사(발췌)

### 1. 연혁(沿革)
◦ 신라(新羅) 말(末) 혜린국사(慧隣國師) 창건(創建)(吉祥寺라 칭하다)
◦ 서기 1197년(고려(高麗) 명종(明宗) 27년 정사(丁巳)) 보조국사(普照國師)가 제자 수우(守愚)에게 명하여 대규모 확장함.
◦ 수선사(修禪寺)로 개명(改名)하여 부르다가 서기 1208년(희종(熙宗) 4년 무진(戊辰)) 왕명(王名)에 의하여 송광사라 명명함.
◦ 서기 1212년(강종(康宗) 원년(元年) 임신(壬申)) 진각국사(眞覺國師) 수조지이증구(受朝旨而增構) (승평속지)
◦ 서기 1400년(조선(朝鮮) 정종(定宗) 2년 경진(庚辰))고봉화상(高峰和尙)이 34개 건물을 중건함(重建三四宇) (승평속지)
◦ 서기 1420년(세종(世宗) 2년 경자(庚子)) 중인선사(中印禪師) 고봉화상의 뜻을 이어 계속 지음(承高峰之志而續建) (승평속지)
◦ 서기 1601년(선조(宣祖) 34년 신축(辛丑)) 응선화상이 수각, 임경당, 천자암, 보조암을 중건함(應禪和尙重建水閣臨鏡堂天子庵普照庵) (승평속지)
◦ 서기 1609년(광해군(光海君) 원년 기유(己酉)) 부휴선사가 문도 벽암 등 400명에게 중수를 명함(浮休禪師命門徒碧岩等四百餘名而重修) (승평속지)
◦ 서기 1660∼1720년(현종(顯宗)․숙종(肅宗) 연간) 대웅전(大雄殿)을 재건(再建)함(송광사성공중창록(松廣寺成功重刱錄))
◦ 서기 1842년(헌종(憲宗) 8년 임인(壬寅)) 대화재로 반을 태우다 다음 해 계묘(癸卯)년에 용운선사(龍雲禪師)가 중건(重建)하다.
◦ 서기 1899년(광무(光武) 3년 기해(己亥)) 가을에 총섭(摠攝) 수현대사(守玹大師)가 하사당(下舍堂)을 중수함(송광사지(松廣寺誌))
◦ 6.25동란 때 대부분(大部分)이 화재(火災)로 소실(燒失)(국사전(國師殿)은 화재를 면함)

### 2. 건축양식(建築樣式)
『승평속지(昇平續誌)』에「松廣寺新羅末慧隣禪師始創 吉祥寺而居之僅一百間居僧不過三四十名也」로 되어 그 창건(創建)이 신라말로 믿어진다. 창건 당시의 사명(寺名)을 길상사(吉祥寺)라 하였으나 선찬보조국사비명(宣撰普照國師碑銘)에「上自潛邸素重其道及卽位命改山名爲曹溪山修禪社」라 하여 도중에 수선사(修禪社)라 고쳐 불렀음을 알 수 있고 다시 『승평속지』에「熙宗四年戊辰歲 上聞而嘉之 御題曰曹溪山松廣寺」라 하여 왕명(王名)에 의하여 송광사(松廣寺)라 명명하였다한다.
그 후 임진왜란(壬辰倭亂)과 헌종(憲宗) 8년(1842)에 병화(兵火) 및 화재를 입었고 6.25동란 때 또다시 재해(災害)를 입어 많은 건물들이 소실되었고 현재 남아있는 건물로는 우화각(羽化閣), 천왕문(天王門), 침류루(枕流樓), 종각(鍾樓), 임경당(臨鏡堂), 법성암(法性庵), 영산전(靈山殿), 약사전(藥師殿) 등 사지(寺地) 입구(入口)에 있는 건물들과 동방 고대(東方高臺) 위에 있는 하사당(下舍堂), 삼일당(三曰堂), 응진전(應眞殿), 진영당(眞影堂) 그리고 국사전(國師殿)과 남방(南方)에 있는 화엄전(華嚴殿) 일곽(一廓)뿐이다.
동방(東方) 고지대에 언덕중턱을 깎아 뒤에는 석축(石築)을 하여 자연석(自然石)을 상부(上部)만 평평히 주좌(柱座)를 내어 주초(柱礎) 상면(上面)의 높이도 일매지지 않게 놓아 큰 엔타시스를 갖는 원주(圓柱)를 세워 정면(正面) 4칸, 측면(側面) 2칸, 3칸 내부(內部) 통칸(通間)인 주심포(柱心包) 5량(五梁) 맞배집으로 짜 올렸다.
이 건물의 초창(初創) 연대(年代)는 기록이 없어 알 길이 없으나 다음과 같은 특징으로 미루어 조선 초기 건물이라고 추정할 수 있다.
첫째, 초석 상부는 주좌를 가공한 흔적은 있으나 그 굽이 섬세(纖細)하지 않고 낮으며 지반(地盤) 위 노출 부분 옆면은 거의 자연석(自然石) 그대로이다.
둘째, 기둥의 엔타시스가 큰 편이다.
셋째, 포작(包作)에 있어 다음과 같은 특징이 있다.
① 주심포계(柱心包系)의 헛첨차가 있는 포(包)를 따르고 있으나 송광사 하사당(松廣寺 下舍堂)에서와 같이 주두(柱頭)밑의 살미(山彌)는 이미 헛첨차를 벗어나 무위사 극락전(無爲寺 極樂殿)의 제1단 살미와 비슷하고 주두 위에 살미는 도갑사 해탈문(道岬寺 解脫門)의 살미와 비슷하나 이들의 포작(包作)과는 또다른 봉정사 화엄강당(鳳停寺 華嚴講堂)과 같은 익공계(翼工系)로 기우는 포구조를 나타내고 있다.
② 행공첨차(行工檐遮)는 주심포계(柱心包系)의 쌍(雙)S형(形)이 조각(彫刻)되어 있으나 두공첨차(頭工檐遮)는 하사당과는 달리 다포계(多包係)의 교두형(翹頭形)으로 변해 있고 또 하사당은 두공 위 접시받침 모양의 소로(小累)를 두어 보와 주두 위 제1단살미와 간격을 둔 것에 비하여 여기서는 이것이 없이 직접하였다.
③ 포(包)의 조각(彫刻)(첨차(檐遮), 봉취형 보머리(鳳嘴形樑頭)등)은 하사당의 조각보다 날카롭기는하나 그 선(線)의 미(美)는 하사당에 비하여 퇴락하기 시작한다.
넷째, 목가구(木架構)에 있어 5량(五樑)의 1출목(一出目) 주심포(柱心包) 맞배집인 점은 하사당과 같으나 하사당은 측면(側面) 2고주(高柱) 중간 1고주 및 퇴칸으로 짜여 있는데 비하여 이 건물은 측면 2고주(단 북측은 1고주 및 퇴칸형식임) 중간 통칸으로 짜였고 단면(斷面)으로 보아 밑의 두 귀를 굴린 대량(大樑) 위에 동자주(童子柱)와 종보(宗樑)를 올리고 하사당의 쌍봉황형(雙鳳凰形) 대공(臺工)보다는 좀 퇴락한 형태의 소로 없이 대공을 놓아 종도리(宗道里)와 장여(長舌)를 받치고 있다. 장여의 단부(端部)에는 단장여(短長舌)에서와 같이 배를 굴려 곡선(曲線)을 이루었고 하사당에서 종보 밑에 짜인 뜬창방과 뜬보는 여기서는 양봉(樑奉)과 첨차(檐遮)로 바꾸었다.
다섯째, 내부 바닥은 보통 우물마루로 되어 있으나 반자는 다포계(多包係)에서 볼 수 있는 우물반자가 가설되어 우리 나라 주심포계(柱心包系) 맞배집에서의 특이한 점을 나타내고 있다.
이상으로 본 건물의 특징을 다른 건물과 비교하여 기술하였으나 내부반자, 부연(浮椽) 등 아직도 원형(原形)이라고 생각되지 않는 많은 부분에 대하여 의심을 풀기는 힘든 것이다.

## 사진

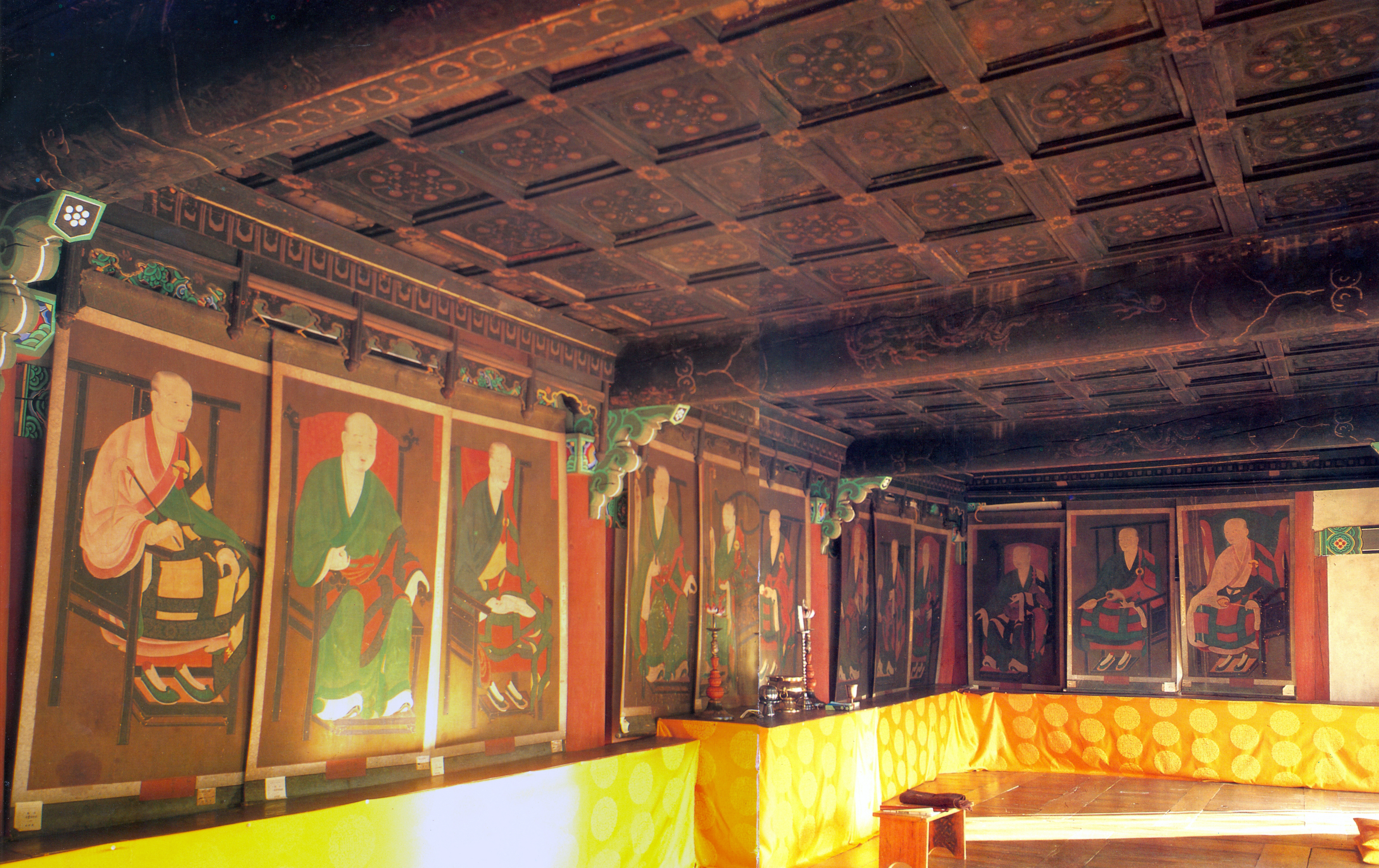
국사전 안 16국사진영
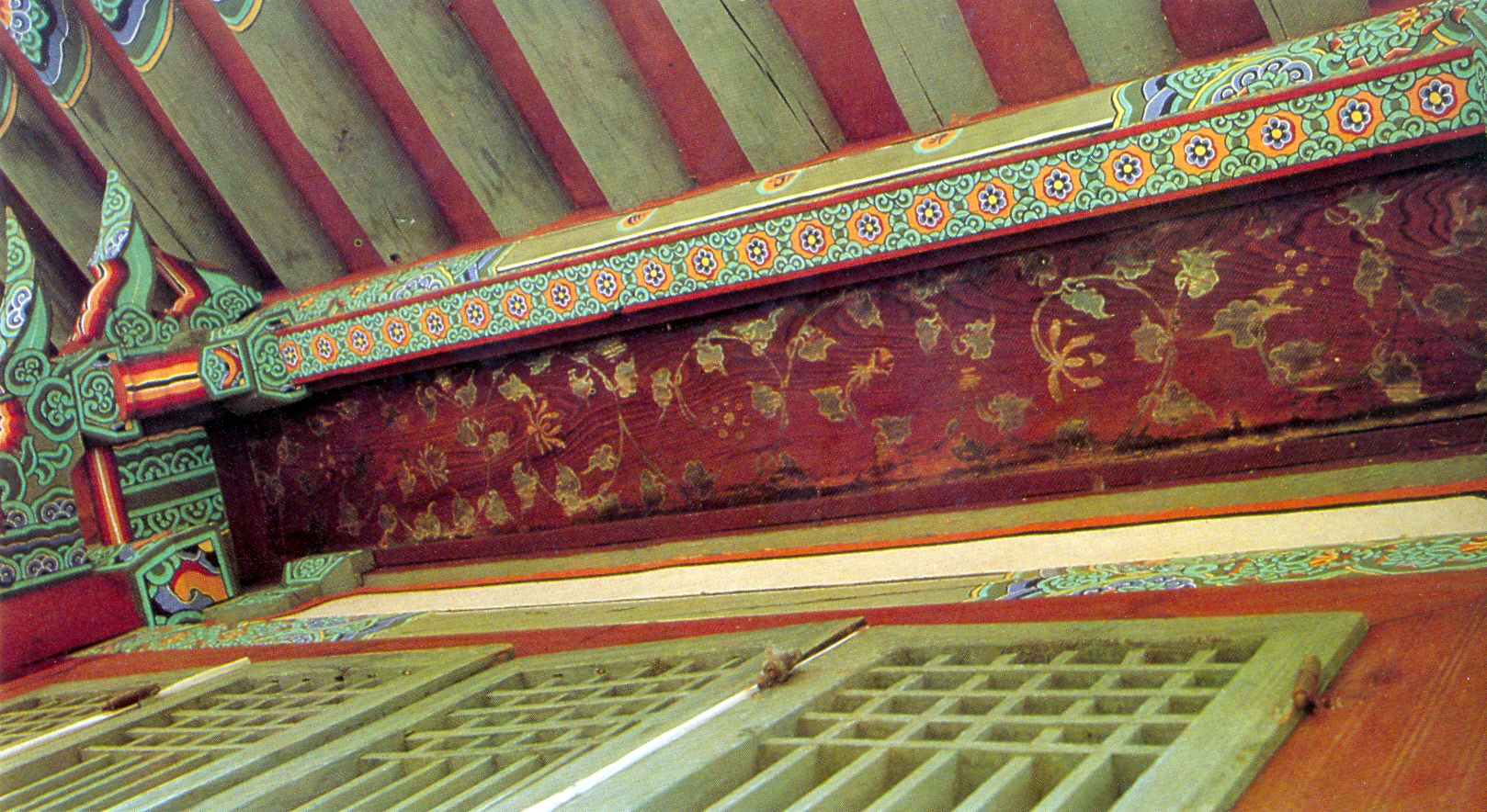
천장

## 같이 보기
- 송광사

## 참고 자료
- 순천 송광사 국사전 - 국가유산청 국가유산포털